# Trainz Railroad Simulator 2004
Trainz Railroad Simulator 2004 – gra komputerowa z gatunku symulacji. Gra została wydana w 2004 przez CD Projekt. Później gra została wydana w serii Extra Klasyka Gier Komputerowych. W grze gracz wciela się w maszynistę i prowadzi pociąg. Może również budować od podstaw cały system kolejowy. Począwszy od torów, stacji kolejowych, a kończąc na mostach i fabrykach.
W TRS2004 znalazła się garść najlepszych obiektów stworzonych uprzednio przez fanów. Wzbogacają one i tak imponującą ilość standardowych elementów, z których można budować plansze.

## Moduły gry
Pierwszym modułem gry jest Maszynista pozwalający na wcielenie się w rolę maszynisty pociągu. Możemy w nim przemierzać wirtualne szlaki kolejowe, dokonywać manewrów na stacjach lub też tworzyć rozkład jazdy, zgodnie z którym poruszają się pociągi sterowane przez komputer. W TRS2004 pojawił się prosty model ekonomiczny, który wprowadził możliwość przewożenia towarów, a po doinstalowaniu jednej z łatek także pasażerów. Wprowadziło to zupełnie nową jakość do samej gry, ponieważ w pierwszych wersjach pociągi jeździły „z powietrzem”.
Drugi z modułów, Geodeta udostępnia interfejs oraz narzędzia, umożliwia tworzenie świata, w którym następnie możemy osadzić kolejowy szlak. Korzystając z dodatkowego oprogramowania można również zaimportować satelitarne mapy wysokości, co znacznie ułatwia odwzorowywanie istniejących w rzeczywistości kolei.
Moduł Lokomotywownia pełni rolę encyklopedii. Możemy w nim obejrzeć ze wszystkich stron występujące w grze modele lokomotyw oraz wagonów, a także poczytać sporządzone dla nich notki. Zawierają one charakterystyki danego pojazdu, a w przypadku bardziej znanych modeli także historię.

## Service Packs
Mianem service pack określane są darmowe, oficjalne dodatki do gry, które usuwają znalezione błędy oraz wprowadzają kilka nowych rozwiązań. Polska wersja TRS2004 zawierała już pierwszy z wydanych SP w momencie jej ukazania się na rodzimym rynku. Pozostałe SP wydane w Polsce to:
- SP2 Passenger Pack – dodawał obsługę pasażerów w grze.
- SP4 – polski SP4 zawiera w sobie dwa oryginalne dodatki SP3 oraz SP4

Z powodu błędów dystrybutora najlepiej instalować je na „czystą”, dopiero co zainstalowaną grę, gdyż inaczej wystąpią problemy z wersją językową oraz ściągniętymi z Internetu dodatkowymi obiektami.

## Download Station
Dzięki łatwości rozszerzania do gry istnieje ponad kilkanaście tysięcy dodatkowych obiektów stworzonych przez fanów z całego świata. Firma Auran uruchomiła specjalny ich katalog zwany „Download station”, który gromadzi je w jednym miejscu. Aby z niego korzystać, należy zarejestrować się na stronie producenta oraz zarejestrować swój egzemplarz gry. Każdy z dodatków posiada swój unikatowy numer KUID pozwalający na jego prostą identyfikację.
Obiekty z Download Station na dwa sposoby: przez FTP albo z użyciem specjalnego programu dostarczonego wraz z grą. Zaletą tego drugiego sposobu jest możliwość automatycznego pobierania całych paczek obiektów, podczas gdy w FTP trzeba każdy z nich ściągać oddzielnie.
Dostęp do katalogu jest darmowy, jednak jesteśmy wtedy ograniczeni do możliwości ściągania jednego pliku naraz z maks. prędkością ok. 4 kb/s. Aby uzyskać lepszy transfer, musimy wykupić sobie dostęp Premium.
Oprócz oficjalnej, istnieje także wiele stron fanowskich zawierających katalogi dodatków. Jednak jedynie część z nich trzyma pliki na własnych serwerach, pozostałe odsyłają do Download Station.

## TrainzScript
Podstawą interaktywności gry jest skryptowy język programowania TrainzScript bazujący na C++ oraz Javie. Służy on do oprogramowywania graficznych obiektów tak, aby stały się interaktywne oraz do tworzenia scenariuszy z wyznaczonymi celami rozrywki.